# Campionatul European de Scrimă din 1995
Campionatul European de Scrimă din 1995 s-a desfășurat la Keszthely în Ungaria. Probele pe echipe nu au fost incluse în program.

## Rezultate

### Masculin
| Probă   | Aur                     | Argint                       | Bronz                                       |
| Spadă   | Arnd Schmitt (GER)      | István Kovács (HUN)          | Andreas Kertesz (SWE) · Péter Vánky (SWE)   |
| Floretă | Serhii Holubîțkîi (UKR) | Lorenzo Taddei (ITA)         | Uwe Römer (GER) · Dmitri Șevcenko (RUS)     |
| Sabie   | Raffaello Caserta (ITA) | Jean-Philippe Daurelle (FRA) | Serhii Berko (UKR) · Serghei Ermolaev (RUS) |

### Feminin
| Probă   | Aur              | Argint                | Bronz                                    |
| Spadă   | Tímea Nagy (HUN) | Eva Vibornova (UKR)   | Claudia Bokel (GER) · Gianna Bürki (SUI) |
| Floretă | Reka Szabo (ROU) | Diana Bianchedi (ITA) | Elena Grișina (RUS) · Monika Weber (GER) |

### Clasament pe medalii
| Loc   | Țară     | Aur | Argint | Bronz | Total |
| ----- | -------- | --- | ------ | ----- | ----- |
| 1     | Italia   | 1   | 2      | 0     | 3     |
| 2     | Ucraina  | 1   | 1      | 1     | 3     |
| 3     | Ungaria  | 1   | 1      | 0     | 2     |
| 4     | Germania | 1   | 0      | 3     | 4     |
| 5     | România  | 1   | 0      | 0     | 1     |
| 6     | Franța   | 0   | 1      | 0     | 1     |
| 7     | Rusia    | 0   | 0      | 3     | 2     |
| 8     | Suedia   | 0   | 0      | 2     | 2     |
| 9     | Elveția  | 0   | 0      | 1     | 1     |
| Total | Total    | 5   | 5      | 10    | 20    |